# Bobsleigh als Jocs Olímpics d'Hivern de 1988
Als Jocs Olímpics d'Hivern de 1988 celebrats a la ciutat de Calgary (Canadà) es disputaren dues proves de bobsleigh, ambdues en categoria masculina.
Les proves es realitzaren entre els dies 20 i 21 de febrer la prova de Bobs a 2 i entre el 27 i 28 de febrer de 1988 a les instal·lacions del Canada Olympic Park. Hi participaren un total de 135 corredors de 23 comitès nacionals diferents.

## Resum de medalles
| Prova            | Or                                                                              | Argent                                                                        | Bronze                                                                              |
| Bobs a 2 detalls | Unió Soviètica · URSS IJanis Kipurs · Vladimir Koslov                           | RDA · RDA IWolfgang Hoppe · Bogdan Musiol                                     | RDA · RDA IIBernhard Lehmann · Mario Hoyer                                          |
| Bobs a 4 detalls | Suïssa · Suïssa IEkkehard Fasser · Kurt Meier · Marcel Fässler · Werner Stocker | RDA · RDA IWolfgang Hoppe · Dietmar Schauerhammer · Bogdan Musiol · Ingo Voge | Unió Soviètica · URSS IIJanis Kipurs · Gountis Ossis · Juris Tone · Vladimir Koslov |

## Medaller
| Posició | País           | Or | Argent | Bronze | Total |
| 1       | Unió Soviètica | 1  | 0      | 1      | 2     |
| 2       | Suïssa         | 1  | 0      | 0      | 1     |
| 3       | RDA            | 0  | 2      | 1      | 3     |
|         |                |    |        |        |       |
| Total   | Total          | 2  | 2      | 2      | 6     |